# Mazarinettes

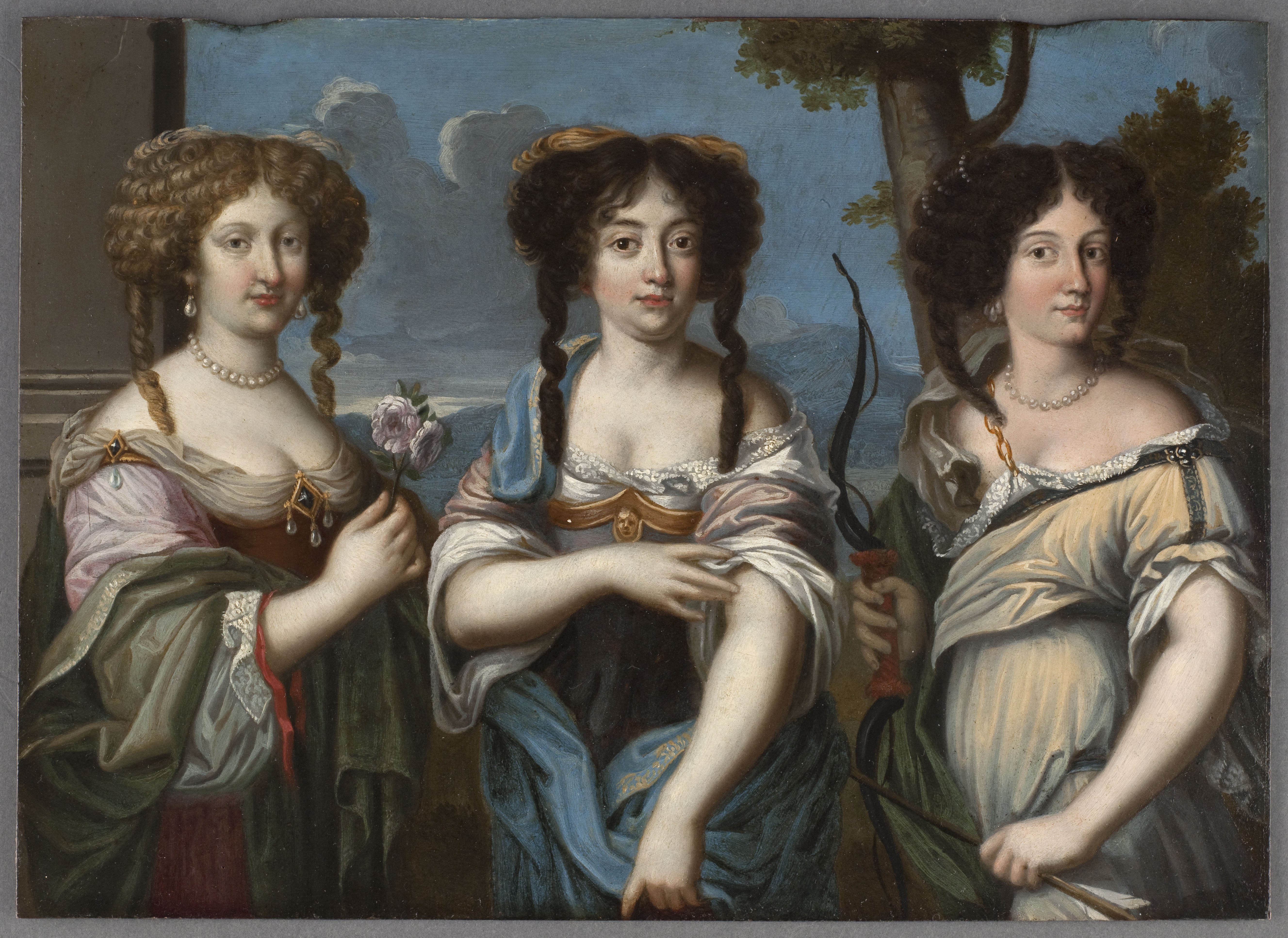
Olympia, Ortensia en Maria Mancini geportretteerd rond 1660.

De Mazarinettes waren zeven nichten van kardinaal Jules Mazarin, die tussen 1647 en 1653 samen met drie neven geïntroduceerd werden aan het hof van Lodewijk XIV. Nadien arrangeerde de kardinaal hun huwelijken met vooraanstaande Franse en Italiaanse prinsen.
De moeders van de Mazarinettes waren Laura Margherita en Geronima Mazzarini.
- Laura Martinozzi (1635–1687) werd door haar huwelijk met Alfonso IV d'Este in 1658 hertogin van Modena en Reggio.
- Laura Mancini (1636–1657) trouwde in 1651 met Louis de Bourbon en werd hertogin van Mercœur.
- Anna Maria Martinozzi (1637–1672) huwde met Armand de Bourbon en werd zo in 1654 prinses van Conti.
- Maria Mancini (1639–1715) werd de echtgenote van prins Lorenzo Onofrio Colonna in 1661.
- Olympia Mancini (1640–1708) werd door haar huwelijk met Eugène Maurice of Savoy gravin van Soissons in 1657.
- Ortensia Mancini (1646–1699) verbond zich in de echt met hertog Armand Charles de La Porte de La Meilleraye in 1661.
- Maria Anna Mancini (1649–1717) trouwde in 1662 met Godefroy Maurice de La Tour d'Auvergne en werd hertogin van Bouillon.

Portretten
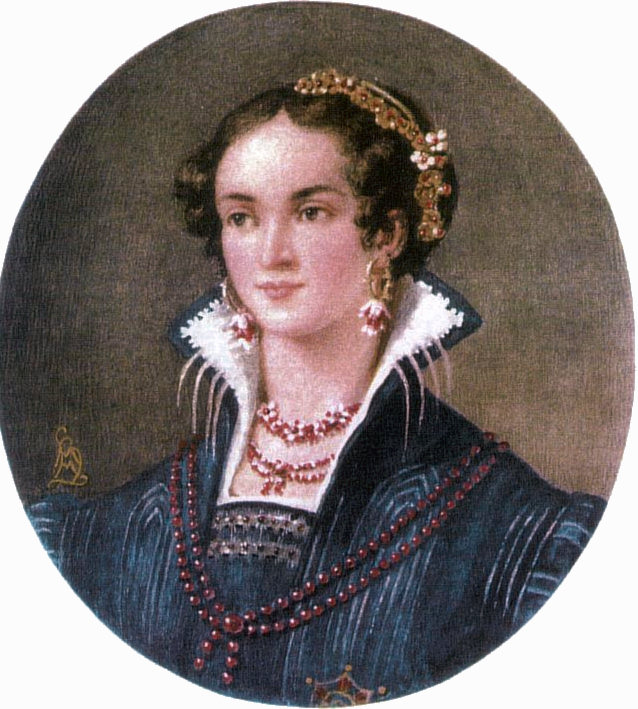
Laura Martinozzi
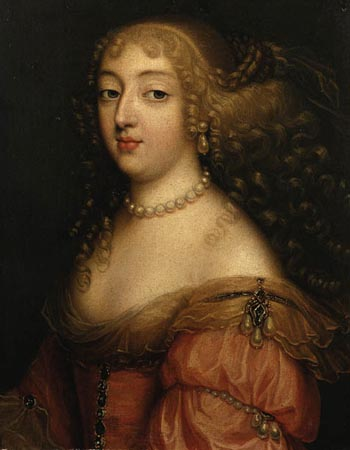
Laura Mancini
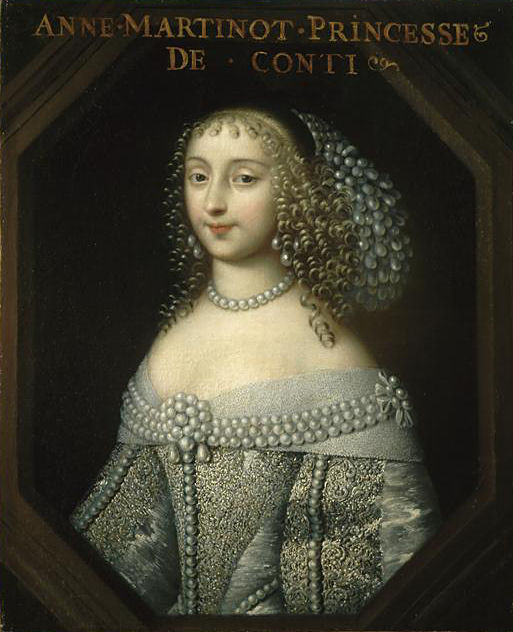
Anna Maria Martinozzi
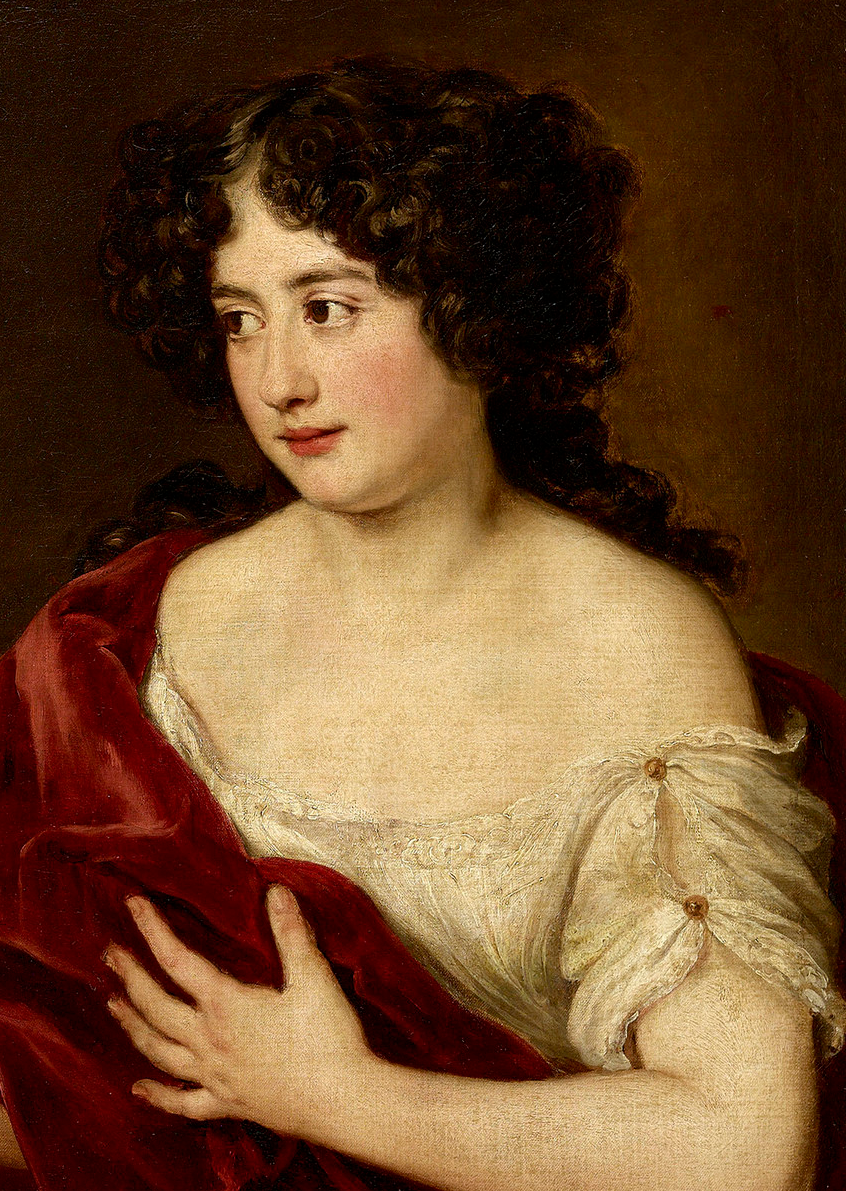
Maria Mancini
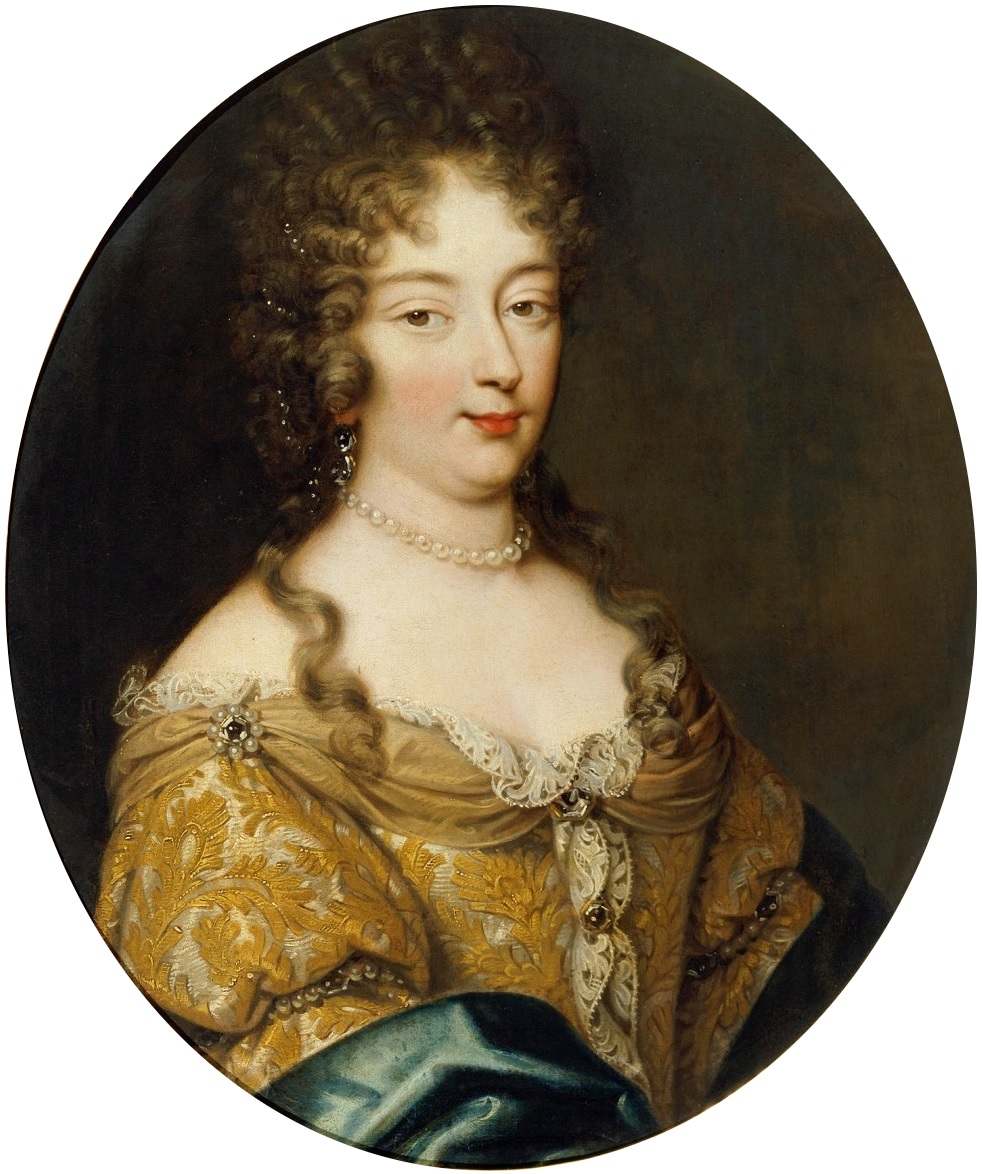
Olympia Mancini
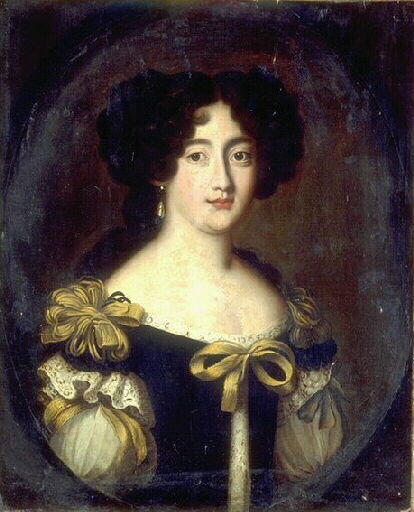
Ortensia Mancini
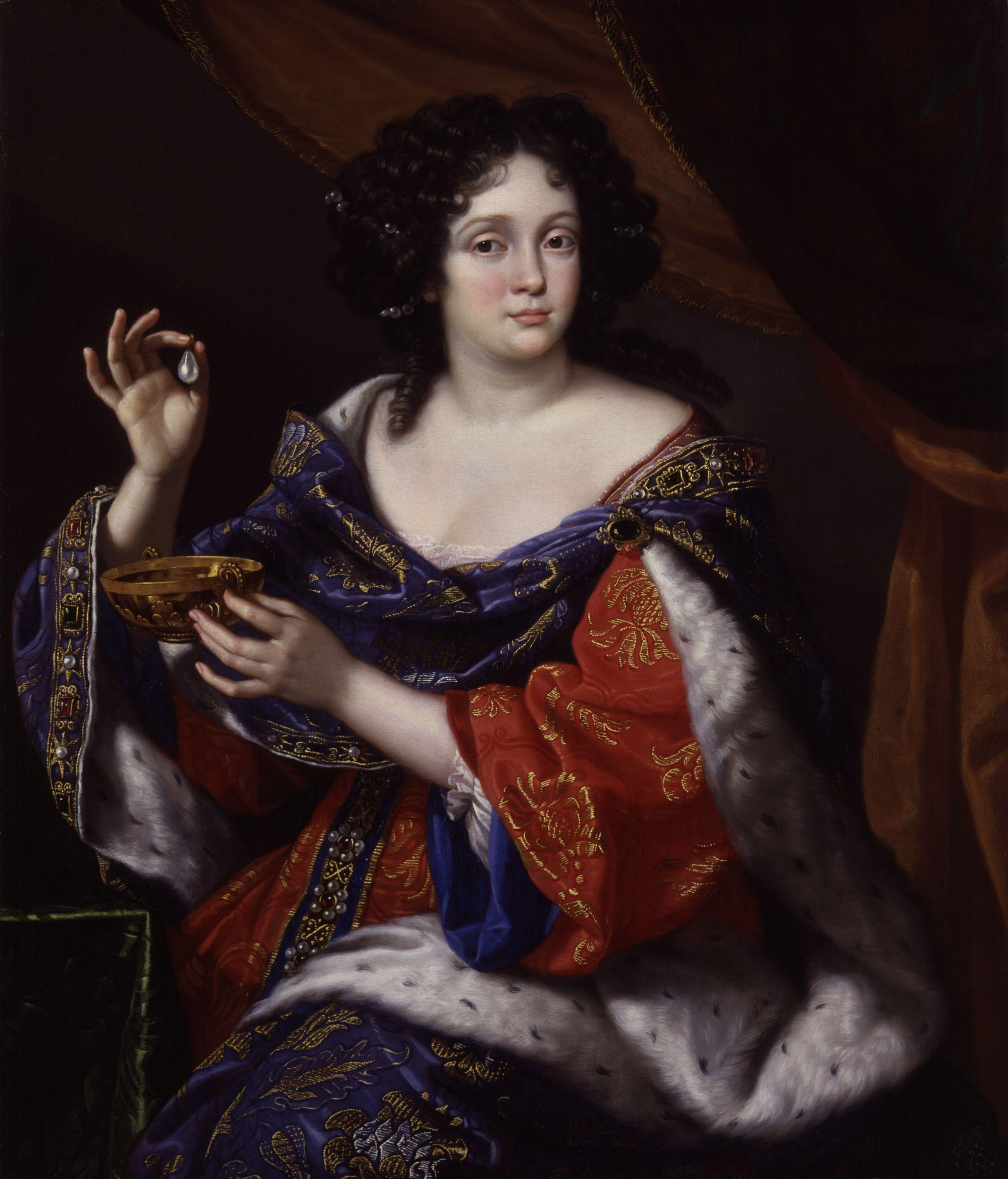
Maria Anna Mancini

De meisjes waren tussen de zeven en dertien jaar toen hun oom ze uit Italië naar Frankrijk bracht. Niet alleen wenste de kardinaal zich te omringen met familieleden waarop hij kon vertrouwen, hij meende ook dat ze hem - een geestelijke zonder wettige kinderen - zouden toelaten zijn nalatenschap in Frankrijk te consolideren.
Bij hun aankomst in Parijs nam Anna van Oostenrijk, de moeder van de jonge Zonnekoning, de Mazarinettes onder haar hoede. De jongsten van hen werden zelfs grootgebracht samen met de koning en zijn broer Philippe in het Palais-Royal, wat een gunst was die hen op dezelfde hoogte plaatste als de prinsessen van den bloede.